# دختر شاه پریون (فیلم ۱۳۸۹)
دختر شاه پریون فیلمی به کارگردانی کامران قدکچیان، تهیه‌کنندگی عبدالله علیخانی و حسین فرح‌بخش و نویسندگی احمد رفیع‌زاده ساخته سال ۱۳۸۹ است، که در ۲۵ خرداد ۱۳۸۹ بر روی پرده سینما رفت.

## خلاصه داستان
مرد کارخانه دارِ ثروتمندی به نام ارژنگ در یک تصادف وارد خانه دختری دزد که قبلاً ساعت او را در مترو دزدیده بود می‌شود و می‌فهمد که آن دختر و خانوادهٔ او از شخص او متنفرند و چون مرد از دختر خوشش آمده خود را شخص دیگری معرفی می‌کند و گرفتاری‌هایی برایش پیش می‌آید.

## بازیگران
- رامبد جوان
- نیوشا ضیغمی
- علیرضا خمسه
- سعید چنگیزیان
- مریم سلطانی
- مهران رجبی
- نازنین کریمی
- پروین میکده

## جشنواره‌ها
این فیلم در بیست و نهمین دوره جشنواره فیلم فجر (۱۳۸۹) شرکت کرده‌است.